# Profeta Habacuc (Donatello)
El profeta Habacuc anomenat popularment El Zuccone, és l'escultura realitzada per Donatello per a les fornícules del tercer ordre del costat nord, del campanar de Giotto de la catedral Santa Maria del Fiore, i que daten de 1423-1435. El marbre blanc és d'una grandària de 195 x 54 x 38 cm i es troba al Museu dell'Opera del Duomo (Florència).

## Història
Les estàtues d'aquesta part del campanar van ser les últimes quatre a ser tallades entre 1420 i 1435 i van ser destinades a la part nord, la menys visible, a la vora de la paret de la catedral. Quan es va acabar l'execució de les escultures, els comitents de la catedral estaven tan contents amb les obres que les van posar a la zona oest, la més important perquè està en paral·lel a la façana.
Vasari a Le Vite recorda com va ser retratat un cert Barduccio, d'una família que s'havien convertit en nous rics del no res i va morir a Florència. El poble l'anomenava el Zuccone (el carbassó) per ser calb i amb el crani allargat. Vasari també narra diverses anècdotes, com la que Donatello va prendre el costum de jurar per l'estàtua del Zuccone.
Les estàtues de totes les fornícules van ser traslladades del campanar al museu el 1937 i substituïdes per unes còpies a l'exterior. Ennegrides pel pas del temps segueixen en restauració per ser netejades. El Zuccone és una de les que ja estan restaurades.
Descripció
La iconografia d'Habacuc és d'un ancià, mentre que Jeremíes apareix com de mitjana edat. El treball està signat a la base com Opus Donatelli.

## Descripció
L'escultura d'Habacuc és potser el millor resultat de tota la sèrie de la torre, una de les obres mestres de Donatello i l'escultura del Renaixement en general. En comparació amb anteriors obres de Donatello (com les tres estàtues del costat est), veiem una important intensificació de l'expressió.
El profeta està representat calb, d'una primesa ascètica, amb una llarga túnica que cau des de l'espatlla esquerra i que crea profunds plecs verticals, que fan insistència a la majestuositat de la figura i també al seu turment interior. La boca, els ulls enfonsats i profunds junt amb la calvície, que ressalta un intens realisme grotesc. La mirada és intensa i dirigint-se cap avall, és a dir, com mirant els espectadors, ja que la seva fornícula es trobava en una considerable altura.